# Emil Hochreiter
Emil Hochreiter, slovenski skladatelj, * 17. december 1871, Debrecen, Madžarska, † 3. avgust 1938, Dunaj.
Njegov oče je bil Nemec češkega rodu, mati pa Slovenka. Z glasbo ga je seznanil Hugolin Sattner, po študiju prava na Dunaju pa je poučeval na jezuitski gimnaziji v Kalksburgu, kjer je tudi vodil cerkveni zbor. Komponiral je komorne in tudi orkesterske skladbe. Svoje članke o glasbi je prispeval v slovenskih glasbenih revijah, sicer pa je veljal za izjemno nadarjenega glasbenika.